# San Jorge
San Jorge est une municipalité du sud-ouest du Nicaragua située dans le département de Rivas.

## Géographie
La municipalité se trouve au bord du Lac Nicaragua.